# Quách Phương
Quách Phương (tiếng Trung giản thể: 郭芳, bính âm Hán ngữ: Guō Fāng, sinh tháng 10 năm 1970, người Hán) là nữ chính trị gia nước Cộng hòa Nhân dân Trung Hoa. Bà là Ủy viên dự khuyết Ủy ban Trung ương Đảng Cộng sản Trung Quốc khóa XX, hiện là Thường vụ Thành ủy, Tổng thư ký Thành ủy Thượng Hải, Bí thư Quận ủy Hồng Khẩu.
Quách Phương là đảng viên Đảng Cộng sản Trung Quốc, học vị Thạc sĩ Quản lý công cộng, Kế toán sư, Kinh tế sư. Bà có sự nghiệp đều công tác ở Thượng Hải, từ các trấn cho đến quản lý thành phố.

## Xuất thân và giáo dục
Quách Phương sinh vào tháng 10 năm 1970 tại huyện Đức Hóa, nay thuộc địa cấp thị Tuyền Châu, tỉnh Phúc Kiến, Cộng hòa Nhân dân Trung Hoa. Bà lớn lên và tốt nghiệp cao trung ở Đức Hóa, thi cao khảo vào năm 1988 và đỗ Đại học Nhân dân Trung Quốc, lên thủ đô nhập học vào tháng 9 cùng năm và tốt nghiệp cử nhân vào tháng 7 năm 1992. Sau đó, bà tham gia chương trình nghiên cứu sinh toàn thời gian hệ kinh tế của trường Nhân dân, nhận bằng Thạc sĩ Quản lý công cộng. Quách Phương được kết nạp Đảng Cộng sản Trung Quốc vào tháng 8 năm 1996.

## Sự nghiệp

### Các giai đoạn
Tháng 7 năm 1992, sau khi tốt nghiệp trường Nhân dân, Quách Phương được phân tới Thượng Hải, về huyện Tùng Giang làm chuyên viên của Văn phòng Quản lý Kinh doanh của huyện. Năm 1998, khi huyện được nâng cấp thành quận, bà tiếp tục công tác ở đây, được nâng ngạch lên chủ nhiệm khoa viên, giữ chức Phó Chủ nhiệm Văn phòng Tư sản quốc hữu của quận, rồi được điều về trấn Thạch Hồ Đãng làm Ủy viên Tuyên truyền Đảng ủy trấn. Những năm 2000, bà nhậm chức Thành viên Đảng tổ, Phó Cục trưởng Cục Tài chính Tùng Giang, tiếp tục được điều về một trấn khác là Tân Binh làm Phó Bí thư Trấn ủy, Trấn trưởng, rồi sau đó là Bí thư Trấn ủy, Chủ tịch Nhân đại Tân Binh. Sau đó, bà được chuyển sang quận Hoàng Phố làm Phó Quận trưởng, Thành viên Đảng tổ Chính phủ quận.
Năm 2010, Quách Phương được bầu vào Ủy ban Thường vụ Quận ủy Hoàng Phố, đến cuối năm 2011 thì nhậm chức Bộ trưởng Bộ Thống Chiến Quận ủy, kiêm Viện trưởng Viện Xã hội của quận, Phó Chủ tịch Chính hiệp quận. Đến tháng 7 năm 2014, bà được điều sang quận Từ Hối, và Thường vụ Quận ủy, Bộ trưởng Bộ Tổ chức Quận ủy Từ Hối, rồi Phó Bí thư Quận ủy từ tháng 8 năm 2016. Sau đó 1 năm, vào tháng 9 năm 2017, bà được bổ nhiệm làm Bí thư Đảng ủy, Bí thư Đảng tổ, Phó Cục trưởng Cục Bảo hộ hoàn cảnh Thượng Hải, chuyển tên gọi là Phó Cục trưởng Cục Hoàn cảnh sinh thái sau đó 1 năm khi hệ thống ngành này được đổi tên từ trung ương đến địa phương. Vào tháng 4 năm 2019, bà được điều về quận Phụng Hiền, nhậm chức Phó Bí thư Quận ủy, Quận trưởng, giữ chức trong gần 2 năm thì tới quận Hồng Khẩu làm Bí thư Quận ủy từ tháng 2 năm 2021.

### Cấp cao
Tháng 6 năm 2022, Quách Phương được bầu vào Ủy ban Thường vụ Thành ủy Thượng Hải, thắng cấp phó tỉnh. Rồi đến ngày 15 tháng 7 thì bà được phân công làm Tổng thư ký Thành ủy Thượng Hải, kiêm nhiệm Bí thư Quận ủy Hồng Khẩu. Tháng 10 năm này, bà tham gia Đại hội Đảng Cộng sản Trung Quốc lần thứ XX từ đoàn đại biểu Thượng Hải. Trong quá trình bầu cử tại đại hội, bà được bầu là Ủy viên dự khuyết Ủy ban Trung ương Đảng Cộng sản Trung Quốc khóa XX.